# Эпсилон Близнецов
Эпсилон Близнецов (лат. ε Geminorum), 27 Близнецов (лат. 27 Geminorum), Мебсута — одиночная звезда в созвездии Близнецов на расстоянии приблизительно 848 световых лет (около 260 парсеков) от Солнца. Видимая звёздная величина звезды — +3,06m. Возраст звезды оценивается как около 8,3 млн лет.

## Характеристики
Эпсилон Близнецов — жёлтый сверхгигант спектрального класса G8Ib. Масса — около 19,2 солнечных, радиус — около 140 солнечных, светимость — около 8500 солнечных. Эффективная температура — около 4662 К.